# عبد الرحيم مودن
عبد الرحيم مودن ، هو أديب وقاص وباحث خاصة في أدب الرحلات وناقد مغربي. ولد بمدينة القنيطرة المغرب سنة 1948 وتوفي ب هولندا في 27 يوليو 2014م.

## مسيرته
- الميلاد عام 1948. القنيطرة. المغرب.
- الإجازة في الأدب العربي جامعة سيدي محمد بن عبد الله كلية الآداب والعلوم الإنسانية - ظهر المهراز فاس المغرب.
- شهادة الكفاءة التربوية المدرسة العليا للأساتذة فاس المغرب. 1971.
- شهادة الدروس المعمقة (الماجستير) [النقد الأدبي الحديث]، جامعة محمد الخامس الرباط. 1979.
- دبلوم الدراسات العليا (دكتوراه السلك الثالث) في: «الشكل القصصي في فن القصة بالمغرب من بداية الأربعينات إلى نهاية الستينات» جامعة سيدي محمد بن عبد الله كلية الآداب والعلوم الإنسانية - ظهر المهراز. فاس المغرب. 1987.
- دكتوراه الدولة في: «مستويات السرد في الرحلة المغربية خلال القرن 19»، جامعة محمد الخامس (http://www.um5a.ac.ma/) كلية الآداب والعلوم الإنسانية http://www.flshr.ac.ma/ الرباط. 1996.
- ابتدأ حياته المهنية كأستاذ للغة العربية بثانوية مولاي إسماعيل بمكناس ثم بثانوية النجد بسلا وثانوية محمد الخامس بالقنيطرة. ثم التحق بالمركز التربوي الجهوي لتكوين الأساتذة بالقنيطرة ب كلية الآداب والعلوم الإنسانية جامعة ابن طفيل بالقنيطرة. المغرب.
- رئيس «مجموعة البحث في المعجم الأدبي والفني»، (G.R.L.L.A) التابعة لكلية الآداب والعلوم الإنسانية. جامعة ابن طفيل. القنيطرة. المغرب. (تأسست منذ 1993).
- رئيس الجمعية المغربية للبحث في الرحلة.
- التحق باتحاد كتاب المغرب سنة 1976 .
- عضو المكتب المركزي لاتحاد كتاب المغرب خلال الموسم الممتد من عام 1998 إلى عام 2001.
- عضو مكتب فرع اتحاد كتاب المغرب بالقنيطرة (1988 – 1991).
- عضو «الجمعية المعجمية المغربية» كلية الآداب عين الشق الدار البيضاء. المغرب.
- عضو مؤسس ل«مجموعة البحث في القصة القصيرة». كلية الآداب بنمسيك الدار البيضاء. المغرب.
- عضو في ثلاث شبكات للآداب الشفهية éR.E.N.A.L.C.O” ”، جامعة ابن طفيل. كلية الآداب والعلوم الإنسانية. القنيطرة. المغرب.
- عضو في «جمعية البحث في تاريخ البوادي المغربية» كلية الآداب والعلوم الإنسانية بالقنيطرة. المغرب.
- عضو ب«مختبر السرديات» كلية الآداب، بنمسيك، الدار البيضاء. المغرب.
- مؤسس «رابطة القصة المغربية القصيرة الجديدة»، القنيطرة، المغرب. (أواخر التسعينيات من القرن الماضي).
- نشر أول نص قصصي (ريالات خمسة) سنة 1966 بصفحة أصوات بجريدة «العلم».

## أعماله
مجال البحث الأكاديمي:
- «الشكل القصصي في فن القصة بالمغرب» (جزأين 1988، منشورات عكاظ).
- «معجم مصطلحات القصة المغربية» (الطبعة الأولى 1993، الطبعة الثانية 2000، منشورات دراسات سال).
- «مستويات السرد في الرحلة المغربية في القرن التاسع عشر» (الأهلية للنشر والتوزيع، 2006).
- «الرحلة في الادب المغربي» (أفريقيا الشرق،2006).
- «أدبية الرحلة»، (دار الثقافة، الدار البيضاء، 1996)
- «الرحلة التتويجية إلى الديار الإنجليزية للرحالة المغربي الحسن بن محمد الغسال». (دراسة وتحقيق، دار السويدي (محمد أحمد خليفة السويدي)، الإمارات العربية المتحدة). (حازت على جائزة ابن بطوطة للأدب الجغرافي سنة 2003[1]، مشروع ارتياد الآفاق، دار السويدي، الإمارات العربية المتحدة، دورة الرباط، المغرب).[2]

```
مؤلفات للكبار:
```

- «اللعنة والكلمات الزرقاء» (1976 مجموعة مشتركة مع الاديب إدريس الصغير).
- «وتلك قصة أخرى» (عيون المقالات، الطبعة الأولى 1990).
- «ازهار الصمت» (دار الثقافة، الطبعة الأولى 2002).
- «حذاء بثلاث أرجل» (سعد الو رزازي للنشر الطبعة الأولى 2005).
- «طاحونة الملح» (الطبعة الأولى 2005 شركة النشر والتوزيع المدارس).
- «الرحلة البهية إلى باريس السرية» (تركيب سردي، دار التوحيدي، 2010).
- «مدينة النصوص» (مسرحية، الطبعة الأولى، دار التوحيدي، 2012).
- «أرخبيل الذاكرة» (المطبعة والوراقة الوطنية، 2013).

```
مؤلفات للأطفال: 
```

- «حكايات طارزاد» (دار الأطفال، البيضاء، 1988).
- «عمارة العمالقة» (دار الثقافة، الطبعة الأولى، 2005).
- «راية البحر» (منشورات وزارة الثقافة، 2008).
- «السباحان الماهران» (منشورات وزارة الثقافة، 2008).
- «الرحلة نحو البحر» (منشورات وزارة الثقافة، 2008).
- «باب البحر الثامن» (منشورات وزارة الثقافة، 2008).
- «سفن البحر الملونة» (دار التوحيدي، 2011).
- «أطفال البحر» (دار التوحيدي، 2011).
- «الحلم» (دار التوحيدي، 2011).
- «الدجاجة والسمكة ومالك الحزين»، (منشورات صوت الطفل «Lid Sound» ترجمها للفرنسية رشيد برهون، 2007).
- «الارنب الطائش»، (سلسلة ابداعات الأطفال عن التربية الطرقية، اتحاد كتاب المغرب، 2013).

قصص للفتيان:
- «رحلة ابن بطوطة الجديدة». (دار الثقافة، 1998).
- «السمكة والأميرال». (دار الثقافة، مترجمة إلى الفرنسية، والإسبانية (في طور النشر، اتحاد كتاب المغرب).

```
مغامرات ابن بطوطة للفتيان (9 أجزاء، منشورات دار الثقافة، 
الدار البيضاء
، 
المغرب
).
```

- «أنا ما قبل الرحلة».
- «الشام بلاد الأنبياء».
- «مصر أم الدنيا».
- «في الطريق إلى الحج».
- «بلاد الظلمة».
- «الهند والصين».
- «من فاس إلى غرناطة».
- «بلاد السودان».
- «ما بعد الرحلة».

```
صور من طفولة الكتاب العرب: (دار الثقافة، الطبعة الأولى: 2006). 
```

- «عبد المجيد بن جلون طفلا».
- «إدريس الخوري طفلا».
- «محمد زفزاف طفلا».
- «غسان كنفاني طفلا»
- «مبارك الدريبي طفلا»
- «الطيب صالح طفلا»
- «نجيب محفوظ طفلا»
- «خناتة بنونة طفلا»
- «طه حسين طفلا»

```
رحلات عربية ومغربية للفتيان: (7 أجزاء، عن دار الثقافة، الطبعة الأولى 2002) 
```

- «في جزيرة الياقوت الساطع: البيروني»
- «رحالة البر والبحر: المسعودي»
- «مدن من توابل»
- «في بلاد عبدة النار»
- «العالم كرة بالألوان»
- «جزيرة النساء: القزويني»
- «مغامرات الفتيان السبعة»

المجال التربوي التعليمي: كتب تعليمية موجهة للأساتذة والتلاميذ تتضمن دراسة المؤلفات وتحاليل بعض الروايات (12 جزءا) عن دار الحرف القنيطرة 2006ـ 2007 ـ 2008
- «الأدب والغرابة» لعبد الفتاح كيليطو
- «قراءة ثانية لشعرنا القديم» ل مصطفى ناصف
- «الشعرية العربية» لأدونيس
- «سهرة مع ابي خليل القباني» لسعد الله ونوس
- «أبو حيان التوحيدي»
- «ابن الرومي في مدن الصفيح» ل عبد الكريم برشيد
- «محاولة عيش» ل محمد زفزاف
- «رجوع إلى الطفولة» ل ليلى أبو زيد
- «الساحة الشرفية» ل عبد القادر الشاوي.

مجال النقد والدراسة:
```
مقالات أدبية، ثقافية، سياسية، اجتماعية... نشرت في عدة مجلات وصحف مغربية وعربية، متخصصة
وغير متخصصة، ورقية ورقمية: العلم، الاتحاد، البيان، القدس، الكلمة، العربي...
```